# John Whitesell
John Whitesell (geboren in Iowa Falls) is een Amerikaans filmregisseur.

## Biografie
Whitesell volgde eerst een opleiding aan het Simpson College in Indianola en verhuisde daarna naar New York, waar hij acteer- en regisseerlessen volgde aan theaterschool Circle in the Square. Hij nam deel aan de theaterproducties Happily Ever After, And That's the Way it Was en Solo for Two Voices en hij werkte bij The Writer's Theater, het Princeton McCarter Theater en het Williamstown Theatre Festival.
Sinds de soapserie Another World in 1964 regisseert Whitesell televisieproducties. Hij won een Emmy Award voor Guiding Light.
In 1993 regisseerde Whitesell zijn eerste film, getiteld Calendar Girl. Sindsdien verzorgde hij de regie van onder meer Malibu's Most Wanted (2003) en Big Momma's House 2 (2006).

## Filmografie
De volgende films zijn door Whitesell geregisseerd:
- Calendar Girl (1993)
- Clarissa (1995, televisiefilm)
- See Spot Run (2001)
- House Blend (2002, televisiefilm)
- Malibu's Most Wanted (2003)
- Humor Me (2004, televisiefilm)
- Big Momma's House 2 (2006)
- Deck the Halls (2006)
- Big Mommas: Like Father, Like Son (2011)